# Kuusiku (Vara)
Kuusiku – wieś w Estonii, w prowincji Tartu, w gminie Vara.